# Articulation calcanéo-cuboïdienne
L'articulation calcanéo-cuboïdienne est l'articulation intertarsienne qui unit le calcanéus et l'os cuboïde. Elle fait partie, avec l'articulation talo-calcanéo-naviculaire, de l'articulation transverse du tarse.

## Description
L'articulation calcanéo-cuboïdienne est une articulation en selle.

## Surfaces articulaires
L'articulation calcanéo-cuboïdienne est constituée de la facette articulaire cuboïdienne du calcanéum située sur la face antérieure du tubercule du calcanéum. Elle est concave puis convexe de haut en bas et convexe latéralement. Un rebord osseux est situé au-dessus de la surface articulaire bloquant les mouvements vers le hauts de l'os cuboïde.
Elle répond à la surface articulaire située sur la face postérieure de l'os cuboïde. Celle-ci est convexe puis concave de haut en bas et concave latéralement.

## Moyens d'union
La capsule et la synoviale de l'articulation calcanéo-cuboïdienne sont indépendante de celle de l'autre articulation transverse du tarse.
La capsule est plus lâche en dehors qu'en dedans.
Elle est renforcée par deux ligaments spécifiques : les ligaments calcanéo-cuboïdiens dorsal et plantaire.
Le ligament bifurqué contribue à sa consolidation par son faisceau externe constituant le ligament calcanéo-cuboïdien, ainsi que le ligament plantaire long par son attache intermédiaire sur la crête plantaire de l'os cuboïde.

## Anatomie fonctionnelle
L'articulation calcanéo-cuboïdienne est classiquement décrite comme l'une des articulations les moins mobiles du pied humain. Les surfaces articulaires des deux os sont relativement plates avec quelques ondulations irrégulières, qui semblent suggérer un mouvement limité à une seule rotation et une certaine translation. Cependant, l'os cuboïde tourne jusqu'à 25° autour d'un axe oblique d'avant en arrière, de dedans en dehors et de haut en bas.

## Aspect clinique
L'articulation calcanéo-cuboïdienne peut être affectée par une fracture du calcanéus.